# Hugo Sánchez Guerrero
Hugo Sánchez Guerrero (Monterrey, 8 de maio de 1981) é um futebolista profissional mexicano, defensor.

## Carreira
Hugo Sánchez Guerrero representou a Seleção Mexicana de Futebol nas Olimpíadas de 2004.